# Buffalo Bisons
Buffalo Bisons är en professionell basebollklubb i Buffalo i delstaten New York i USA. Klubben spelar i International League, en farmarliga på den högsta nivån (AAA) under Major League Baseball (MLB). Moderklubb är Toronto Blue Jays. Klubbens hemmaarena är Coca-Cola Field.

## Historia

### Eastern League (1979–1984)
Klubben grundades 1979, när en grupp lokala investerare köpte en ledig plats i Eastern League, en farmarliga på den näst högsta nivån (AA). Klubben tog namnet Buffalo Bisons efter flera tidigare klubbar med samma namn, bland andra en som spelade i National League 1879–1885. Hemmaarena var War Memorial Stadium och klubbens första moderklubb var Pittsburgh Pirates. Att klubben var efterlängtad visas av att man totalt hade 133 148 åskådare på sina hemmamatcher, klart flest av alla klubbar i ligan.
Under 1980-talets första år gick det sämre och sämre för Bisons och publiken svek mer och mer. 1983 köptes dock klubben av Rich Products Corporation och samtidigt bytte man moderklubb till Cleveland Indians, och nu förbättrades både spelet och ekonomin. Man närmast tredubblade åskådarantalet till just över 200 000, återigen bäst i ligan.

### American Association (1985–1997)
Inför 1985 års säsong köpte klubben en plats i American Association, en farmarliga på den högsta nivån (AAA), och man bytte då moderklubb till Chicago White Sox. Publiken strömmade till och nådde siffran 362 762 åskådare, och året efter ökade den till 425 113, tredje bäst i hela Minor League Baseball. 1987 bytte man tillbaka till Cleveland Indians som moderklubb och under denna den sista säsongen i War Memorial Stadium sattes på nytt ett publikrekord – 497 760 åskådare.
1988 flyttade Bisons in i en ny hemmaarena, Pilot Field, och bytte moderklubb till Pittsburgh Pirates. Den första säsongen i den nya arenan var en rungande succé, där man satte nytt publikrekord i Minor League Baseballs historia med 1 186 651 åskådare – ett snitt på 16 481 per match. Detta var mer än vad tre av klubbarna i Major League Baseball förmådde locka till sina hemmamatcher den säsongen.
1990 var Bisons nära att vinna sin division i American Association för första gången, men förlorade en helt avgörande match mot Nashville Sounds med 3–4 efter 18 inningar i en match som varade i fem timmar och åtta minuter. På den ljusa sidan lyckades klubben för tredje året i rad locka över en miljon åskådare till sina hemmamatcher. Segern i divisionen kom i stället 1991 och samma år slog man återigen alla tiders publikrekord i Minor League Baseball med 1 240 951 åskådare. I ligafinalen förlorade man mot Denver Zephyrs med 2–3 i matcher. Året efter vann man divisionen igen, men förlorade på nytt finalen, denna gång med 0–4 i matcher mot Oklahoma City 89ers.
Efter sex raka säsonger med över en miljon åskådare misslyckades man med att nå den siffran 1994; 982 493 åskådare var ändå flest i hela Minor League Baseball. 1995 bytte klubben moderklubb till Cleveland Indians igen och den säsongen kom man tvåa i ligan, men förlorade finalserien med 2–3 i matcher mot Louisville Redbirds. Under säsongen bytte hemmaarenan namn till North AmeriCare Park. Året efter vann man sin division, men åkte ut i slutspelets första omgång.
1997 var sista året som American Association existerade och den säsongen lyckades klubben vinna ligan för första gången. Man besegrade Iowa Cubs med 3–0 i matcher i finalen.

### International League (1998–)
1998 bytte Bisons liga till International League när American Association lades ned. Under sin första säsong i den nya ligan vann klubben mästerskapet direkt. Efter stor dramatik vann man sin division och i finalserien om mästerskapet, Governors' Cup, slog man Durham Bulls med 3–2 i matcher. I och med detta kvalificerade man sig för Triple-A World Series, som spelades för första gången och där mästaren i International League mötte mästaren i den andra ligan på AAA-nivån, Pacific Coast League. Bisons förlorade dock mot New Orleans Zephyrs med 1–3 i matcher. Året efter bytte hemmaarenan namn till Dunn Tire Park.
Bisons delade divisionssegern 2000 med Scranton/Wilkes-Barre Red Barons, men besegrade dem i en extra match för att avgöra seedning i slutspelet. Där fick man möta Red Barons igen i första omgången och förlorade med 1–3 i matcher. Under säsongen spelade moderklubben Indians storstjärna Manny Ramírez några matcher för Bisons när han var på väg tillbaka efter en skada. 2001 vann man 91 matcher, vilket var flest dittills i klubbens historia, och vann divisionen för andra året i rad. I slutspelet blev det dock respass mot Red Barons igen. Den femte och avgörande matchen förlorade Bisons med 2–6 i en match som varade i 19 inningar och i tid fem timmar och 13 minuter.
2002 gick klubben till slutspel som bästa divisionstvåa (så kallad wild card) och gick hela vägen till ligafinalen, där dock Durham Bulls blev för svåra och vann med 3–0 i matcher. Efter ett mellanår vann man sin andra titel i International League 2004. Efter att ha vunnit divisionen klart och vunnit ligasemifinalen var det dags för ligafinal mot Richmond Braves, som besegrades med 3–1 i matcher. Året efter vann Bisons sin division igen, men åkte ut i första slutspelsomgången.

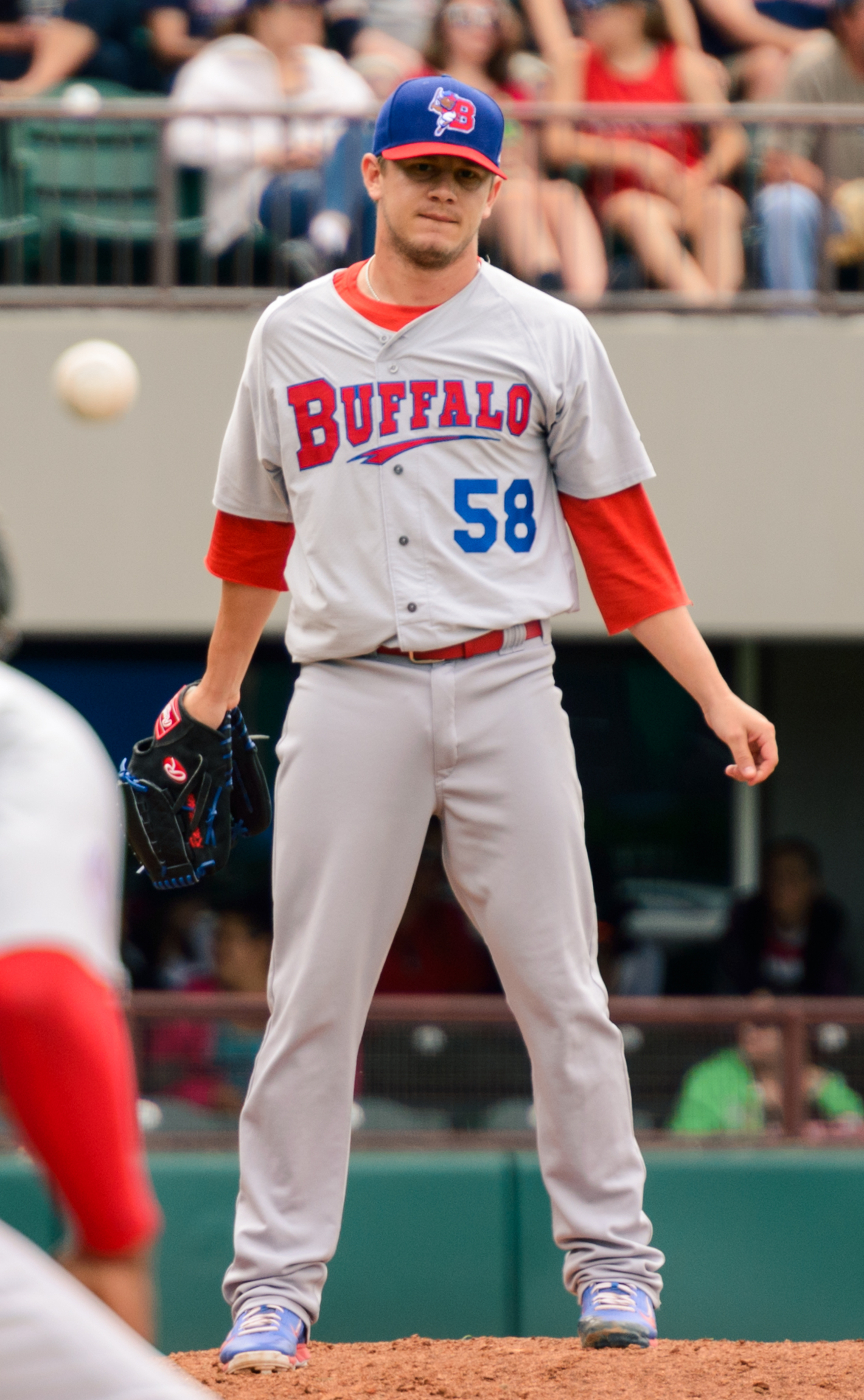
En Bisons-pitcher under en match 2014.

De därpå följande säsongerna var mindre framgångsrika och man blev som bäst trea i divisionen. 2009 blev New York Mets ny moderklubb och man passade på att ändra klubbens logotyp och färger samtidigt som hemmaarenan bytte namn till Coca-Cola Field. Inför 2013 års säsong bytte man moderklubb igen, nu till Toronto Blue Jays. En fördel med detta var att de båda klubbarna låg nära varandra; det är bara cirka 16 mil mellan Toronto och Buffalo. Samtidigt ändrade klubben på nytt logotyp och färger.

## Övrigt
Det engelska ordet bison ("bison") heter i pluralis egentligen bison, inte bisons.